# A Győri ETO FC 2002–2003-as szezonja
A Győri ETO FC 2002–2003-as szezonja szócikk a Győri ETO FC első számú férfi labdarúgócsapatának egy szezonjáról szól, mely sorozatban a 43., összességében pedig az 59. idénye a csapatnak a magyar első osztályban. A klub fennállásának ekkor volt a 98. évfordulója.

## Mérkőzések
| Színmagyarázat | Színmagyarázat |
| -------------- | -------------- |
|                | Győzelem.      |
|                | Döntetlen.     |
|                | Vereség.       |

### Borsodi Liga 2002–03

#### Őszi fordulók
| 1. forduló 2002. július 27. |

| Előre FC Békéscsaba                   | 2 – 4   | Győri ETO                                             |
| ------------------------------------- | ------- | ----------------------------------------------------- |
| Szilveszter 3' Megyesi 62' Futaki 31' | (1 – 1) | Herczeg 43' 68' Nagy 56' Nyicsenko 90+2' Baranyai 11' |

| Kórház utcai stadion, Békéscsaba Nézőszám: 7 000 Játékvezető: Bede Ferenc (magyar) |

| 2. forduló 2002. augusztus 3. |

| Győri ETO                             | 2 – 0   | FC Sopron                                  |
| ------------------------------------- | ------- | ------------------------------------------ |
| Baranyai 18' Szanyó 41' Jovanović 30' | (2 – 0) | Majoroš 24' Somogyi 27' Fehér 72' Sira 83' |

| Rába ETO Stadion, Győr Nézőszám: 3 400 Játékvezető: Kiss Béla (magyar) |

| 3. forduló 2002. augusztus 10. |

| Dunaferr SE                       | 1 – 2   | Győri ETO                    |
| --------------------------------- | ------- | ---------------------------- |
| Bükszegi 71' Rósa 40' Sowunmi 68' | (0 – 0) | Németh 56' Nyicsenko 60' 60' |

| Dunaújváros Nézőszám: 4 000 Játékvezető: Sápi Csaba (magyar) |

| 4. forduló 2002. augusztus 17. |

| Győri ETO                          | 1 – 0   | MTK Hungária                                      |
| ---------------------------------- | ------- | ------------------------------------------------- |
| Németh 44' Jovanović 14' Böjte 81' | (1 – 0) | Jezdimirović 39' Elek 57' Andronic 74' Rednic 78' |

| Rába ETO Stadion, Győr Nézőszám: 4 000 Játékvezető: Szabó Zsolt (magyar) |

| 5. forduló 2002. augusztus 24. |

| Újpest                 | 2 – 2   | Győri ETO                                               |
| ---------------------- | ------- | ------------------------------------------------------- |
| Kovács 64' Horváth 71' | (0 – 1) | Nyicsenko 45' 34' Semenik 90+3' Kartelo 18' Böjte 90+2' |

| Megyeri út, Budapest Nézőszám: 2 500 Játékvezető: Szabó Róbert (magyar) |

| 6. forduló 2002. augusztus 31. |

| Győri ETO | 0 – 1   | Debreceni VSC                                               |
| --------- | ------- | ----------------------------------------------------------- |
| Füzi 85'  | (0 – 0) | Șumudică 69' Balog 17' Sketiani 25' Szekeres 70' Sándor 70' |

| Rába ETO Stadion, Győr Nézőszám: 4 000 Játékvezető: Szarka Zoltán (magyar) |

| 7. forduló 2002. szeptember 14. |

| Videoton                               | 1 – 4   | Győri ETO                                                                 |
| -------------------------------------- | ------- | ------------------------------------------------------------------------- |
| Hamar 60' 68' Tímár 38' Stanojević 61' | (0 – 1) | Hucika 8' 38' Baumgartner 53' Perić 76' 90+1' Jovanović 40' Nyicsenko 51' |

| Sóstói Stadion, Székesfehérvár Nézőszám: 1 500 Játékvezető: Megyebíró János (magyar) |

| 8. forduló 2002. szeptember 22. |

| Zalaegerszegi TE                                            | 2 – 0   | Győri ETO  |
| ----------------------------------------------------------- | ------- | ---------- |
| Vincze 36' Egressy 55' Ljubojević 52' Sabo 72' Kocsárdi 76' | (1 – 0) | Hucika 25' |

| ZTE Aréna, Zalaegerszeg Nézőszám: 6 000 Játékvezető: Arany Tamás (magyar) |

| 9. forduló 2002. szeptember 27. |

| Győri ETO                       | 1 – 2               | Ferencváros                        |
| ------------------------------- | ------------------- | ---------------------------------- |
| Szanyó 90+1' Böjte 8' Perić 70' | (0 – 0) Jegyzőkönyv | Gera 47' 68' Szili 57' Jović 90+2′ |

| Rába ETO Stadion, Győr Nézőszám: 4 000 Játékvezető: Sápi Csaba (magyar) |

| 10. forduló 2002. október 5. |

| Siófok FC               | 1 – 1   | Győri ETO             |
| ----------------------- | ------- | --------------------- |
| Filipović 90' Usvat 25' | (0 – 0) | Hucika 61' Németh 43' |

| Révész Géza utcai stadion, Siófok Nézőszám: 2 000 Játékvezető: Kassai Viktor (magyar) |

| 11. forduló 2002. október 18. |

| Győri ETO                                                    | 3 – 1   | Kispest–Honvéd                                            |
| ------------------------------------------------------------ | ------- | --------------------------------------------------------- |
| Szanyó 33' Nyicsenko 52' Németh 90+2' Jovanović 30' Erős 78' | (1 – 0) | Piroska 54' Dulca 42' Dubecz 45' Batrinu 62' Borgulya 83′ |

| Rába ETO Stadion, Győr Nézőszám: 1 500 Játékvezető: Kassai Viktor (magyar) |

| 12. forduló 2002. október 26. |

| Győri ETO                                               | 5 – 2   | Előre FC Békéscsaba                                |
| ------------------------------------------------------- | ------- | -------------------------------------------------- |
| Szanyó 12' 16' Hucika 35' Karabatić 40' Baumgartner 84' | (4 – 1) | Braga 28' Keresztúri 74' Gabala 59' Szeverényi 78' |

| Rába ETO Stadion, Győr Nézőszám: 1 500 Játékvezető: Erdős József (magyar) |

| 13. forduló 2002. november 2. |

| FC Sopron                | 0 – 0   | Győri ETO              |
| ------------------------ | ------- | ---------------------- |
| Szabados 23' Somogyi 84' | (0 – 0) | Jovanović 2' Böjte 42' |

| Káposztás utcai Stadion, Sopron Nézőszám: 3 500 Játékvezető: Arany Tamás (magyar) |

| 14. forduló 2002. november 9. |

| Győri ETO  | 1 – 0   | Dunaferr SE                         |
| ---------- | ------- | ----------------------------------- |
| Szanyó 40' | (1 – 0) | Sowunmi 34' Salamon 66' Kóczián 85' |

| Rába ETO Stadion, Győr Nézőszám: 800 Játékvezető: Bede Ferenc (magyar) |

| 15. forduló 2002. november 15. |

| MTK Hungária               | 2 – 0   | Győri ETO           |
| -------------------------- | ------- | ------------------- |
| Illés 76' 72' Ferenczi 87' | (0 – 0) | Stark 63' Böjte 86′ |

| Hidegkuti Nándor Stadion, Budapest Nézőszám: 2 000 Játékvezető: Megyebíró János (magyar) |

| 16. forduló 2002. november 22. |

| Győri ETO                                                        | 1 – 3   | Újpest                                                                       |
| ---------------------------------------------------------------- | ------- | ---------------------------------------------------------------------------- |
| Baumgartner 83' Jovanović 5' Szanyó 36' Karabatić 60' Hucika 71' | (0 – 2) | Rósa H. 20' Horváth 32' Tokody 75' Farkas 48' Korolovszky 56' Poljaković 88' |

| Rába ETO Stadion, Győr Nézőszám: 1 500 Játékvezető: Kassai Viktor (magyar) |

| 17. forduló 2002. november 30. |

| Debreceni VSC                                           | 3 – 1   | Győri ETO                                                |
| ------------------------------------------------------- | ------- | -------------------------------------------------------- |
| Bajzát 34' 41' 63' Selymes 56' Dombi 59' Sketiani 90+3' | (2 – 1) | Nyicsenko 43' Németh 26' Lakos 59' Stark 61' Kartelo 66' |

| Oláh Gábor utcai stadion, Debrecen Nézőszám: 2 570 Játékvezető: Hajdó Attila (magyar) |

#### Tavaszi fordulók
| 18. forduló 2003. március 8. |

| Győri ETO | 0 – 4   | Videoton                                                  |
| --------- | ------- | --------------------------------------------------------- |
|           | (0 – 0) | Róth 55' 88' Tóth 86' 69' Korsós 89' Vasas 28' Pomper 76' |

| Rába ETO Stadion, Győr Nézőszám: 5 000 Játékvezető: Bede Ferenc (magyar) |

| 19. forduló 2003. március 12. |

| Győri ETO                         | 1 – 1   | Zalaegerszegi TE     |
| --------------------------------- | ------- | -------------------- |
| Szanyó 75' Jovanović 40' Jäkl 68' | (0 – 0) | Kenesei 48' Král 90' |

| Rába ETO Stadion, Győr Nézőszám: 2 500 Játékvezető: Arany Tamás (magyar) |

| 20. forduló 2003. március 15. |

| Ferencváros                                      | 5 – 2               | Győri ETO                                                          |
| ------------------------------------------------ | ------------------- | ------------------------------------------------------------------ |
| Tököli 16' 67' Bognár 41' Leandro 48' Keller 83' | (2 – 1) Jegyzőkönyv | Bajevszki 45' Szanyó 47' 52' Jovanović 33' Nyicsenko 39' Böjte 77' |

| Üllői út, Budapest Nézőszám: 6 170 Játékvezető: Kiss Béla (magyar) |

| 21. forduló 2003. március 22. |

| Győri ETO                               | 2 – 2   | Siófok FC                          |
| --------------------------------------- | ------- | ---------------------------------- |
| Szanyó 51' 76' Jovanović 19' Németh 21' | (0 – 1) | Csordás 5' Koller 63' 79' Soós 55' |

| Rába ETO Stadion, Győr Nézőszám: 2 000 Játékvezető: Erdős József (magyar) |

| 22. forduló 2003. április 5. |

| Kispest–Honvéd        | 0 – 2   | Győri ETO                                         |
| --------------------- | ------- | ------------------------------------------------- |
| Sasu 33' Mészáros 47' | (0 – 1) | Kartelo 10' Bajevszki 53' Böjte 24' Nyicsenko 81' |

| Bozsik József Stadion, Budapest Nézőszám: 2 000 Játékvezető: Makai János (magyar) |

| 23. forduló (rájátszás) 2003. április 11. |

| Debreceni VSC                      | 0 – 0   | Győri ETO                                        |
| ---------------------------------- | ------- | ------------------------------------------------ |
| Bajzát 71' Sketiani 77' Vincze 90′ | (0 – 0) | Füzi 13′, 19′ Stark 60' Bajevszki 66' Szanyó 90' |

| Oláh Gábor utcai stadion, Debrecen Nézőszám: 5 500 Játékvezető: Fábián Mihály (magyar) |

| 24. forduló (rájátszás) 2003. április 18. |

| Győri ETO                                 | 0 – 0   | Újpest                                                  |
| ----------------------------------------- | ------- | ------------------------------------------------------- |
| Kartelo 3′, 34′ Herczeg 27' Jovanović 52' | (0 – 0) | Farkas 5' Tamási 18′, 63′ Tchuř 74' Simon 80' Juhár 90' |

| Rába ETO Stadion, Győr Nézőszám: 1 500 Játékvezető: Szabó Zsolt (magyar) |

| 25. forduló (rájátszás) 2003. április 23. |

| Győri ETO                            | 2 – 3   | MTK Hungária                                            |
| ------------------------------------ | ------- | ------------------------------------------------------- |
| Baumgartner 3' Regedei 38' Perić 73' | (2 – 1) | Zavadszky 36' Illés 71' 75' Dragan 78' Jezdimirović 90' |

| Rába ETO Stadion, Győr Nézőszám: 1 000 Játékvezető: Bede Ferenc (magyar) |

| 26. forduló (rájátszás) 2003. április 26. |

| Ferencváros                | 1 – 0               | Győri ETO |
| -------------------------- | ------------------- | --------- |
| Tököli 13' 79' Kriston 72' | (1 – 0) Jegyzőkönyv | Jäkl 52'  |

| Üllői út, Budapest Nézőszám: 7 600 Játékvezető: Arany Tamás (magyar) |

| 27. forduló (rájátszás) 2003. május 3. |

| Győri ETO                               | 1 – 1   | Siófok FC                        |
| --------------------------------------- | ------- | -------------------------------- |
| Bajevszki 82' Jovanović 50' Kartelo 61' | (0 – 0) | Szabó 72' Koller 32' Schultz 80' |

| Rába ETO Stadion, Győr Nézőszám: 570 Játékvezető: Hajdó Attila (magyar) |

| 28. forduló (rájátszás) 2003. május 10. |

| Győri ETO  | 0 – 0   | Debreceni VSC           |
| ---------- | ------- | ----------------------- |
| Németh 38' | (0 – 0) | Szekeres 44' Vincze 45' |

| Rába ETO Stadion, Győr Nézőszám: 400 Játékvezető: Drucskó János (magyar) |

| 29. forduló (rájátszás) 2003. május 14. |

| Újpest                                 | 3 – 1   | Győri ETO                       |
| -------------------------------------- | ------- | ------------------------------- |
| Horváth 39' 52' Szélesi 76' Tokody 41' | (1 – 0) | Bajevszki 56' Geri 60' Füzi 75' |

| Megyeri út, Budapest Nézőszám: 1 695 Játékvezető: Megyebíró János (magyar) |

| 30. forduló (rájátszás) 2003. május 17. |

| MTK Hungária             | 3 – 1   | Győri ETO                                                        |
| ------------------------ | ------- | ---------------------------------------------------------------- |
| Juhász 12' Illés 28' 45' | (3 – 0) | Bajevszki 56' Herczeg 37' Jezdimirović 38' Kartelo 61' Perić 72' |

| Hidegkuti Nándor Stadion, Budapest Nézőszám: 1 300 Játékvezető: Erdős József (magyar) |

| 31. forduló (rájátszás) 2003. május 24. |

| Győri ETO | 0 – 2               | Ferencváros   |
| --------- | ------------------- | ------------- |
| Jäkl 34'  | (0 – 0) Jegyzőkönyv | Tököli 9' 12' |

| Rába ETO Stadion, Győr Nézőszám: 5 000 Játékvezető: Bede Ferenc (magyar) |

| 32. forduló (rájátszás) 2003. május 30. |

| Siófok FC              | 2 – 1   | Győri ETO               |
| ---------------------- | ------- | ----------------------- |
| Koller 64' Usvat 90+2' | (0 – 0) | Herczeg 55' Horváth 84' |

| Révész Géza utcai stadion, Siófok Nézőszám: 1 500 Játékvezető: Juhos Attila (magyar) |

#### A végeredmény (Felsőház)
| # | Csapat                  | J  | Gy | D  | V  | Rg | Kg | Gk  | P  | Megjegyzés                              |
| - | ----------------------- | -- | -- | -- | -- | -- | -- | --- | -- | --------------------------------------- |
| 1 | MTK Hungária            | 32 | 20 | 6  | 6  | 59 | 34 | +25 | 66 | Bajnok, 2003–2004-es BL 2. selejtezőkör |
| 2 | Ferencvárosi TC         | 32 | 19 | 7  | 6  | 50 | 24 | +26 | 64 | 2003–2004-es UEFA-kupa selejtező        |
| 3 | Debreceni VSC-MegaForce | 32 | 13 | 14 | 5  | 57 | 38 | +19 | 53 | 2003–2004-es UEFA-kupa selejtező        |
| 4 | Újpest FC               | 32 | 15 | 7  | 10 | 54 | 41 | +13 | 52 |                                         |
| 5 | Siófok FC               | 32 | 12 | 11 | 9  | 46 | 44 | +2  | 47 |                                         |
| 6 | Győri ETO FC            | 32 | 9  | 9  | 14 | 41 | 50 | -9  | 36 | 2003-as Intertotó-kupa                  |

## Külső hivatkozások
- A Győri ETO FC hivatalos honlapja